# Lijstermolen
De Lijstermolen is een windmolen op de Rodeberg in Westouter, een dorp in de Belgische gemeente Heuvelland. De molen staat in een bosrijke omgeving op de Rodeberg, met vlakbij het restaurant "landhuis 't Molenhof" en de kabelbaan van de Rodeberg.
De houten windmolen is een staakmolen. Hij stond eerst op de Lijsterhoek in Beernem, waar de naam "Lijstermolen" vandaan komt. De molen werd rond 1801–1805 opgericht, en bleef tot 1957 in het bezit van de familie Van Haecke, de familie van de oorspronkelijke bouwheer. Tot 1947 was de molen actief.
In 1955 schreef het "Provinciaal Comité voor Monumenten en Landschappen van West-Vlaanderen" de gemeentebesturen van de provincie West-Vlaanderen aan voor de aankoop van de molen. Burgemeester Emiel Hardeman van Westouter reageerde en in 1957 kocht de gemeente de molen voor 20.000 Belgische frank. Van 1958–1960 gebeurde de opbouw van de molen in Westouter op traditionele wijze. Op 21 juli 1961, de feestdag van Sint Victor, de patroonheilige van de molenaars, werd de molen ingehuldigd. De molen draaide weliswaar bij die inhuldiging, maar hij werd nooit effectief in gebruik genomen.
Reeds in 1984 bemerkte men dat de staart al was krom getrokken, zodat de molen niet meer gebruikt kon worden. Toch stond na een storm op 25 januari 1990 de molenkast gedraaid, waardoor de wind voluit op de achterzijde van het gevlucht blies. De molen kon gedraaid en gered worden, en later dat jaar werden al enkele renovatiewerken uitgevoerd. Uiteindelijk werd de molen op 2004 beschermd als monument, en ook samen met de omgeving als dorpsgezicht beschermd.
- Inventaris van het Bouwkundig Erfgoed (Vlaanderen): 32734